# Army of the James
De Army of the James was een leger van de Noordelijke Staten tijdens de Amerikaanse Burgeroorlog. Dit leger was samengesteld uit eenheden van het Departement of Virginia and North Carolina en werd ingezet langs de James in de laatste jaren van het conflict.

## Geschiedenis
De Noordelijke Departments van Virginia en North Carolina werden in 1863 samengevoegd. De eenheden van deze departementen werden samengebracht in het XVIII Corps.  In april 1864 werd het X Corps overgebracht vanuit het Departement of the South. Beide korpsen vormden samen het Army of the James. Generaal-majoor Benjamin Butler nam het bevel op zich.
Tijdens de Overlandveldtocht van luitenant-generaal Ulysses S. Grant in 1864 probeerde Butler verschillende malen Petersburg en Richmond aan te vallen. Alle pogingen mislukten. Tijdens de Slag bij Cold Harbor werd het XVIII korps naar het Army of the Potomac gestuurd waar het meevocht tijdens  het beleg van Petersburg. Ondertussen werd de rest van het Army of the James ingezet tegen Richmond.
Het enige militaire succes van het leger, onder leiding van Butler, vond plaats in september 1864 tijdens de Slag bij Chaffin's Farm. De Noordelijken slaagden erin om een deel van de Zuidelijke fortificaties in te nemen waaronder Fort Harrison. In december werd het leger gereorganiseerd waarbij het XVIII en X korps tijdelijk opgegeven werd. Alle Afro-Amerikaanse eenheden werden samengebracht in het XXV Corps. De blanke eenheden vormden het nieuwe XXIV Corps. De departementen van Virginia en North Carolina werden gesplitst. Eenheden van het voormalige XVIII en X korps werden ingezet om Fort Fisher in te nemen. Butler stelde zichzelf aan het hoofd van deze expeditie. Maar toen de aanval mislukte na de Eerste Slag om Fort Fisher werd Butler ontslagen. Grant verving hem door generaal-majoor Edward Ord.
Onder de leiding van Ord zou he Army of the James zijn grootste succes kennen. Het XXIV korps nam deel aan de beslissende aanvallen op Petersburg. Het XXV korps zou als eerste Richmond binnentrekken. Het XXIV korps, onder leiding van Ord, trok daarna op naar Appomattoc Court House om Robert E. Lees vluchtroute af te snijden. Het Army of the James was aanwezig bij de overgave van het Army of Northern Virginia.

## Bevelhebbers
- Generaal-majoor Benjamin Butler (28 april 1864 – 8 januari 1865)
- Generaal-majoor Edward Ord (8 januari 1865 – 1 augustus 1865)